# 스타트허우더

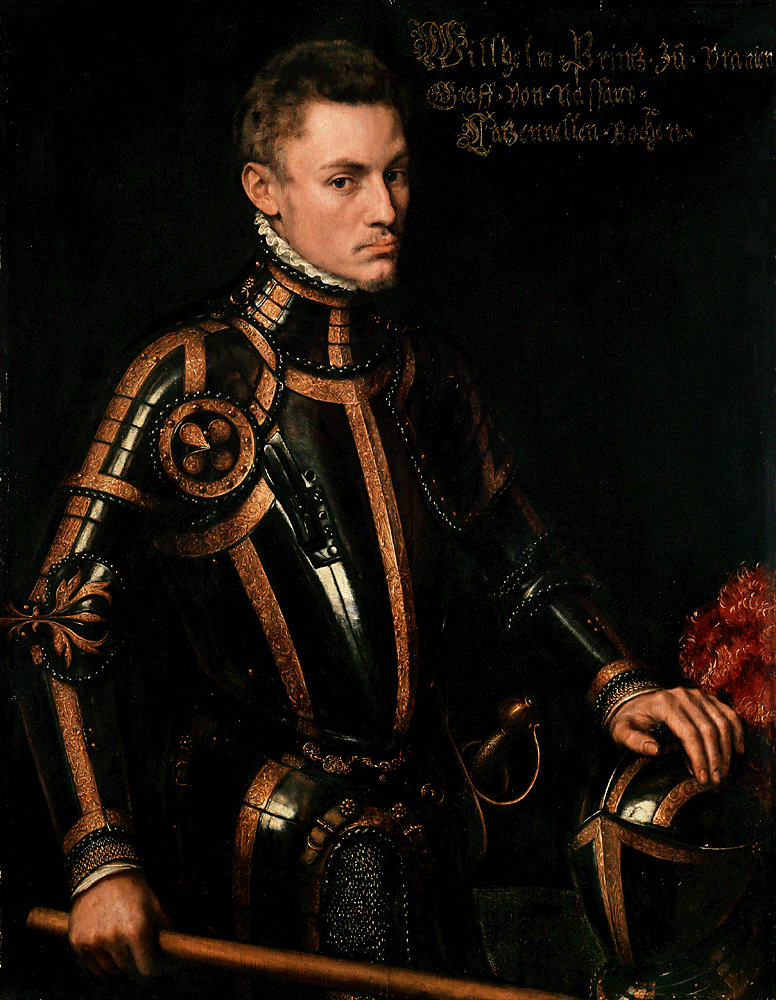
네덜란드 독립 전쟁 때 스타트허우더로서 독립군을 지도한 빌럼 1세 판 오라녜.

스타트허우더(네덜란드어: stadhouder [ˈstɑtˌɦʌudər][*])는 저지대 국가의 역직이다. 문자 그대로 해석하면 궁내관이라는 뜻이며, 중세에 왕의 대리인으로 임명되는 일종의 총독 내지 통감이었다. 그 유래는 영국의 국왕대리경(Lord Lieutenant)과 유사하다. 이후 저지대의 독립의식이 발생하면서 저지대 국가원수의 칭호가 되었다.
16세기에서 18세기 사이 네덜란드 공화국의 국가원수 직함이 스타트하우더였다. 네덜란드 스타트하우더는 사실상 세습직이었다. 18세기 빌럼 4세의 대에 이르러 공식적으로 스타트허우더가 세습직이라고 명시되었고, 이로써 네덜란드는 국호만 공화국이지 사실상 군주국이 되었다. 빌럼 4세의 아들 빌럼 5세가 마지막으로 스타트허우더를 칭했고,  빌럼 5세의 아들 빌럼 1세는 최초의 네덜란드 국왕이 되었다. 네덜란드 공화국의 지도자였던 빌럼 1세 판 오라녜의 후손은 빌럼 3세를 끝으로 대가 끊겼다.

## 같이 보기
- 호국경
- 궁내관
- 네덜란드의 군주